# Liste der Mitglieder des Landtages des Saarlandes (4. Wahlperiode)

Sitzverteilung während der 4. Legislaturperiode

Diese Liste gibt einen Überblick über die Mitglieder des Landtags des Saarlandes der 4. Wahlperiode (1961–1965). Der vierte Landtag konstituierte sich am 3. Januar 1961.

## Zusammensetzung
Nach der Wahl vom 4. Dezember 1960 setzten sich die 50 Mandate des Landtages wie folgt zusammen:
| Fraktion                                          | Sitze |
| ------------------------------------------------- | ----- |
| Christlich Demokratische Union Deutschlands (CDU) | 19    |
| Sozialdemokratische Partei Deutschlands (SPD)     | 16    |
| Demokratische Partei Saar (DPS)                   | 7     |
| Saarländische Volkspartei (SVP)                   | 6     |
| fraktionslos                                      | 2     |

1. ↑  ab 1964: Freie Demokratische Partei/Demokratische Partei Saar (FDP/DPS)
2. ↑  ab 1964: Saarländische Volkspartei/Christliche Volkspartei (SVP/CVP)
3. ↑  Deutsche Demokratische Union (DDU): 2 Sitze

## Präsidium
PräsidentJosef Schmitt (CDU)
1. VizepräsidentRudolf Recktenwald (SPD)
2. VizepräsidentKurt John (DPS)
1. SchriftführerKurt Wolf (SVP)
2. SchriftführerWalter Lorang (CDU)

## Fraktionsvorsitzende
CDU-FraktionFranz Schneider
SPD-FraktionKurt Conrad
DPS-FraktionErnst Schäfer, bis 7. Januar 1963
Fritz Wedel, 7. Januar 1963 bis 30. Dezember 1964
Heinrich Schneider, ab 6. Januar 1965

## Abgeordnete
| Mitglied des Landtages | Lebens- daten | Partei | Wahlkreis   | Anmerkungen                                       |
| ---------------------- | ------------- | ------ | ----------- | ------------------------------------------------- |
| Claus Becker           | 1900–1974     | SVP    | Landesliste |                                                   |
| Nikolaus Boßmann       | 1915          | CDU    | Saarbrücken |                                                   |
| Jakob Bost             | 1904          | CDU    | Neunkirchen |                                                   |
| Norbert Brinkmann      | 1912–1997     | CDU    | Saarlouis   |                                                   |
| Helmut Bulle           | 1925–1973     | CDU    | Saarlouis   |                                                   |
| Heinz Burger           | 1928–1998     | SPD    | Neunkirchen | nachgerückt am 12. Januar 1963 für Josef Lutz     |
| Kurt Conrad            | 1911–1982     | SPD    | Neunkirchen |                                                   |
| Alfons Dawo            | 1895–1968     | CDU    | Neunkirchen |                                                   |
| Norbert Engel          | 1921–2009     | SPD    | Neunkirchen |                                                   |
| Jakob Feller           | 1917–2015     | CDU    | Neunkirchen |                                                   |
| Erwin Gieseking        | 1911–1994     | DDU    | Landesliste |                                                   |
| Heinz Görgen           | 1921–1979     | SPD    | Saarbrücken |                                                   |
| Peter Groß             | 1902–1976     | SPD    | Saarlouis   | nachgerückt am 23. Oktober 1961 für Alwin Kulawig |
| Arthur Heitschmidt     | 1893–1963     | DPS    | Saarbrücken | † 27. Januar 1963                                 |
| Walter Hoff            | 1924          | DPS    | Saarbrücken | nachgerückt am 27. Januar für Arthur Heitschmidt  |
| Fritz Hoffmann         | 1908–2000     | CDU    | Saarbrücken |                                                   |
| Josef Holl             | 1921–1993     | SPD    | Saarlouis   |                                                   |
| Eugen Huthmacher       | 1907–1967     | CDU    | Landesliste |                                                   |
| Kurt John              | 1923–1988     | DPS    | Saarlouis   |                                                   |
| Richard Klein          | 1913          | SPD    | Saarbrücken |                                                   |
| Alwin Kulawig          | 1926–2003     | SPD    | Saarlouis   | Mandat niedergelegt am 23. Oktober 1961           |
| Julius von Lautz       | 1903–1980     | CDU    | Neunkirchen |                                                   |
| Walter Lorang          | 1905–1972     | CDU    | Neunkirchen |                                                   |
| Josef Lutz             | 1912–1963     | SPD    | Neunkirchen | † 12. Januar 1963                                 |
| Hans Maurer            | 1913–1974     | CDU    | Neunkirchen |                                                   |
| Leo Moser              | 1920–1984     | SPD    | Landesliste |                                                   |
| Erwin Müller           | 1906–1968     | SVP    | Neunkirchen |                                                   |
| Alfons Paulus          | 1918–1987     | SVP    | Saarlouis   |                                                   |
| Karl Petri             | 1913–1983     | SPD    | Neunkirchen |                                                   |
| Reiner Prediger        | 1928          | CDU    | Saarbrücken |                                                   |
| Rudolf Recktenwald     | 1920–2010     | SPD    | Neunkirchen |                                                   |
| Friedrich Regitz       | 1925–1971     | SPD    | Neunkirchen |                                                   |
| Rudolf Reis            | 1925          | DPS    | Landesliste | nachgerückt am 13. März 1965 für Peter Weber      |
| Franz-Josef Röder      | 1909–1979     | CDU    | Saarlouis   |                                                   |
| Ernst Schäfer          | 1915–1973     | DPS    | Landesliste |                                                   |
| Werner Scherer         | 1928–1985     | CDU    | Neunkirchen |                                                   |
| Josef Schmitt          | 1921–1996     | CDU    | Saarlouis   |                                                   |
| Franz Schneider        | 1920–1985     | CDU    | Saarlouis   |                                                   |
| Heinrich Schneider     | 1907–1974     | DPS    | Saarbrücken |                                                   |
| Max Schneider          | 1926          | CDU    | Saarbrücken |                                                   |
| Ludwig Schnur          | 1909–1997     | CDU    | Saarbrücken |                                                   |
| Peter Schwarz          | 1909          | SPD    | Saarbrücken |                                                   |
| Maria Schweitzer       | 1902–1991     | SVP    | Saarbrücken |                                                   |
| Paul Simonis           | 1912–1996     | DPS    | Saarbrücken |                                                   |
| Hermann Steitz         | 1904–1982     | CDU    | Landesliste |                                                   |
| Hermann Trittelvitz    | 1909–1970     | SPD    | Saarbrücken |                                                   |
| Oskar Vinzent          | 1912–1994     | DPS    | Neunkirchen | nachgerückt am 30. Dezember 1964 für Fritz Wedel  |
| Erich Walch            | 1920–2008     | DDU    | Landesliste |                                                   |
| Peter Weber            | 1901–1965     | DPS    | Landesliste | † 12. März 1965                                   |
| Fritz Wedel            | 1916–1964     | DPS    | Neunkirchen | † 30. Dezember 1964                               |
| Emil Weiten            | 1907–1993     | SVP    | Landesliste |                                                   |
| Wilhelm Werth          | 1913–1975     | SPD    | Saarlouis   |                                                   |
| Kurt Wolf              | 1921–1994     | SVP    | Saarlouis   |                                                   |
| Karl Wolfskeil         | 1921–2000     | SPD    | Saarbrücken |                                                   |
| Manfred Zeiner         | 1921–2005     | SPD    | Landesliste |                                                   |